# I mørket er lyset
|  | Denne artikel er oprettet af botten Steenthbot ud fra en ekstern database. Den kan derfor have sproglige fejl eller mangler. Denne skabelon kan fjernes efter kontrol af indholdet. |

I mørket er lyset er en dansk filmskolefilm fra 2010 instrueret af Ali Abbasi.